# Parafia św. Józefa w Gliwicach
Parafia św. Józefa w Gliwicach – rzymskokatolicka w Gliwicach parafia w dzielnicy Ligota Zabrska, należy do dekanatu Gliwice-Sośnica w diecezji gliwickiej.

## Ulice należące do parafii
- Błonie, Ceglarska, Cicha, Dojazdowa, Dolna, Górna, Górników, Św. Jacka, Św. Józefa, Klonowa, Kujawska 7-9, Pocztowa, Pszczyńska 173-270, Rymera, Samotna

## Księgi metrykalne
- Parafia prowadzi księgi chrztów, ślubów od 1925 roku oraz zgonów od 1949 roku.